# Medzibodrožie
Medzibodrožie este o arie protejată (arie de protecție specială avifaunistică — SPA) din Slovacia întinsă pe o suprafață de 33.753,7 ha, integral pe uscat.

## Localizare
Centrul sitului Medzibodrožie este situat la coordonatele 48°27′27″N 21°55′56″E / 48.457562°N 21.932213°E.

## Înființare
Situl Medzibodrožie a fost declarat arie de protecție specială avifaunistică în iulie 2003 pentru a proteja 5 specii de plante și 55 de specii de animale.

## Biodiversitate
Situată în ecoregiunea panonică, aria protejată conține 13 habitate naturale: Stepe panonice nisipoase, Pajiști calcaroase din nisipuri xerice, Pajiști aluvionare inundabile, de Cnidion dubii, Lacuri eutrofice naturale cu vegetație de tip Magnopotamion sau Hydrocharition, Ape stătătoare oligotrofe până la mezotrofe, cu vegetație de Littorelletea uniflorae și/sau de Isoëto-Nanojuncetea, Fânețe de joasă altitudine (Alopecurus pratensis, Sanguisorba officinalis), Păduri panonice-balcanice de stejar turcesc - stejar sesil, Cursuri de apă de la nivel de câmpie la nivel montan, cu vegetație Ranunculion fluitantis și Callitricho-Batrachion, Pajiști uscate seminaturale și facies de acoperire cu tufișuri pe substraturi calcaroase (Festuco-Brometalia) (* situri importante pentru orhidee), Tufărișuri subcontinentale peripanonice, Păduri panonice cu Quercus petraea și Carpinus betulus, Păduri aluvionare cu Alnus glutinosa și Fraxinus excelsior (Alno-Padion, Alnion incanae, Salicion albae), Păduri mixte riverane de Quercus robur, Ulmus laevis și Ulmus minor, Fraxinus excelsior sau Fraxinus angustifolia, de-a lungul marilor râuri (Ulmenion minoris).
La baza desemnării sitului se află mai multe specii protejate:
- plante (5): Cirsium brachycephalum, Iris aphylla subsp. hungarica, Marsilea quadrifolia, sisinei (Pulsatilla grandis), Pulsatilla pratensis subsp. hungarica
- păsări (37): pescăruș albastru (Alcedo atthis), fâsă-de-câmp (Anthus campestris), egretă mare (Ardea alba), stârc roșu (Ardea purpurea), rață roșie (Aythya nyroca), buhai de baltă (Botaurus stellaris), chirichița cu obraz alb (Chlidonias hybrida), chirighiță neagră (Chlidonias niger), barză albă (Ciconia ciconia), barză neagră (Ciconia nigra), erete de stuf (Circus aeruginosus), erete cenușiu (Circus pygargus), prepeliță (Coturnix coturnix), cristeiul de câmp (Crex crex), ciocănitoare de grădină (Dendrocopos syriacus), egretă mică (Egretta garzetta), muscar-gulerat (Ficedula albicollis), ciocârlan (Galerida cristata), stârc pitic (Ixobrychus minutus), capîntortură (Jynx torquilla), sfrâncioc roșiatic (Lanius collurio), sfrânciocul cu frunte neagră (Lanius minor), Leiopicus medius, ciocârlie de pădure (Lullula arborea), prigoare (Merops apiaster), gaia neagră (Milvus migrans), muscar sur (Muscicapa striata), stârc de noapte (Nycticorax nycticorax), ciuf-pitic (Otus scops), viespar (Pernis apivorus), Porzana parva parva, lăstun de mal (Riparia riparia), mărăcinar negru (Saxicola torquatus), rață cârâitoare (Spatula querquedula), turturică (Streptopelia turtur), silvie porumbacă (Sylvia nisoria), fluierarul cu picioare roșii (Tringa totanus)
- amfibieni (3): buhai de baltă cu burta roșie (Bombina bombina), triton cu creastă (Triturus cristatus), triton cu creastă dobrogean (Triturus dobrogicus)
- mamifere (2): vidră de râu (Lutra lutra), popândău (Spermophilus citellus)
- nevertebrate (7): croitorul mare al stejarului (Cerambyx cerdo), Cucujus cinnaberinus, Leptidea morsei, rădașcă (Lucanus cervus), fluturele purpuriu (Lycaena dispar), Osmoderma eremita, Unio crassus
- pești (5): romanogobio albipinnatus (Gobio albipinnatus), Gymnocephalus baloni, țipar (Misgurnus fossilis), boarță (Rhodeus sericeus amarus), dunăriță (Sabanejewia aurata)
- reptile (1): țestoasa de baltă (Emys orbicularis)

Pe lângă speciile protejate, pe teritoriul sitului au mai fost identificate 48 de specii de plante, 7 specii de mamifere, 1 specie de nevertebrate, 2 specii de reptile.